# Figura św. Jana Nepomucena w Łące Prudnickiej
Figura św. Jana Nepomucena w Łące Prudnickiej – rzeźba świętego Jana Nepomucena, znajdująca się naprzeciwko zamku w Łące Prudnickiej, przy drodze do Prudnika (droga krajowa nr 40). Powstała z inicjatywy rodziny Mettichów w 1712 lub 1735.

## Historia
Jeden z pierwszych pomników Jana Nepomucena powstałych na Śląsku. Hrabia Ferdynand Tschestschau-Mettich, rezydujący na zamku w Łące Prudnickiej właściciel klucza dóbr w rejonie Prudnika, ufundował figurę w 1712 bądź 1735. Historyk Andrzej Dereń skłania się ku drugiej dacie ze względu na to, że kult Nepomucena sformalizował się dopiero w latach 20. XVIII wieku (figura Nepomucena na Rynku w pobliskim Prudniku powstała w 1733). Na cokole, za pomocą żeliwnych bolców, przymocowany był kamienny kartusz herbowy rodziny Mettichów. Figura została ustawiona na rozstaju dróg przed zamkiem rodziny.

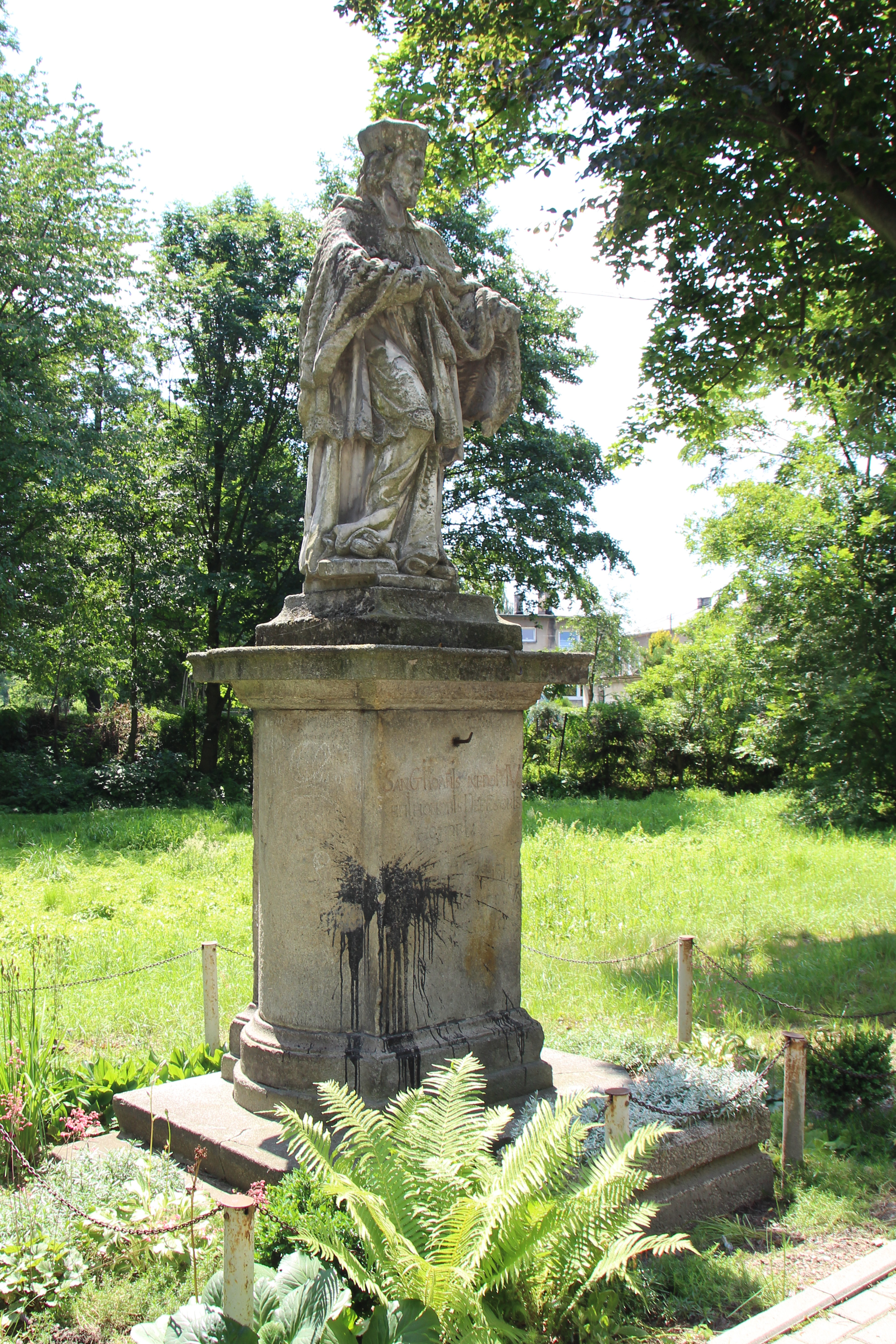
Figura przed renowacją (2012)

Przed 1930 figura została pozbawiona lewej dłoni, którą trzymała krzyż. Podczas rozbudowy drogi w XX wieku pomnik został przeniesiony na południową stronę ulicy. Po zakończeniu II wojny światowej i przejęciu Opolszczyzny przez administrację polską rozpoczęła się systematyczna degradacja pomnika. Po 1959 stracił kartusz herbowy, a po 1981 aureolę z gwiazdami. Cokół został oblany smołą.
We wrześniu 2024 zakończyły się prace remontowe posągu. Figurze zrekonstruowano aureolę z pięcioma gwiazdami, lewą dłoń trzymającą krzyż, a także otrzymała złotą palmę męczeńską. Litery na postumencie zostały poprawione złotą farbą.

## Architektura
Cokół pomnika został wykonany z piaskowca, a figura z marmuru. Na początku lat 2000. Andrzej Scheer z Bractwa Krzyżowców ze Świdnicy dokonał próby identyfikacji łacińskiej transkrypcji na cokole pomnika. Front cokołu: SANCTI IOAN(N)IS NEPOMV CENI HONORIS DEFE(N)SORIS HONORI … C … Do … S … VA (pol. Na cześć świętego Jana Nepomucena obrońcy czci…); z tyłu: … DE METTICH L: B. DE ET IN TSCHETSCHAW DOMINO IN WIESE DAMBRA SEXTO POSSESOR HVJVS DOMINII (pol. Oświecony hrabia de Mettich (…) von Tschetschaw, pan na Łące, Dąbrówce, szósty właściciel tego majątku).

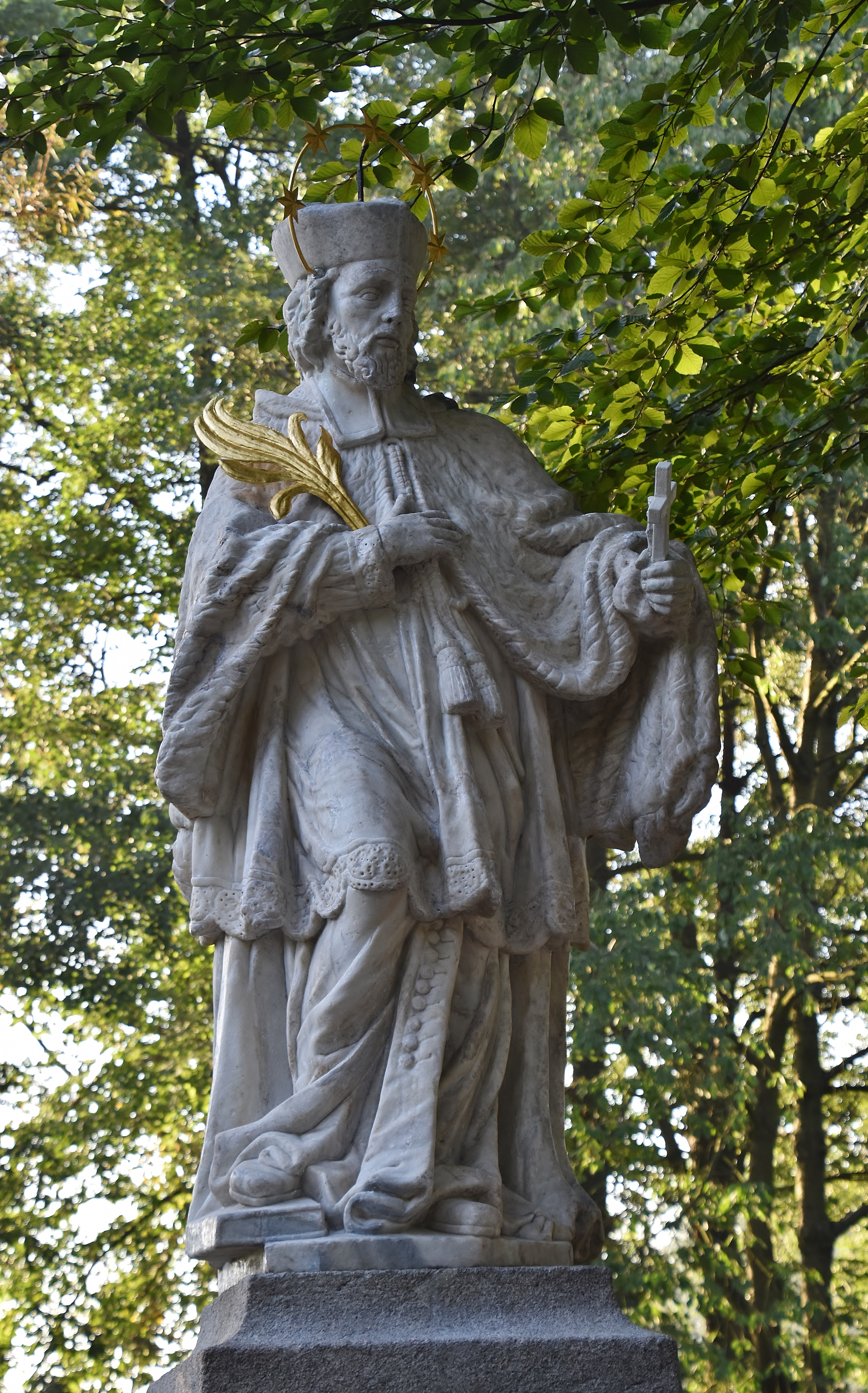
Figura (2024)
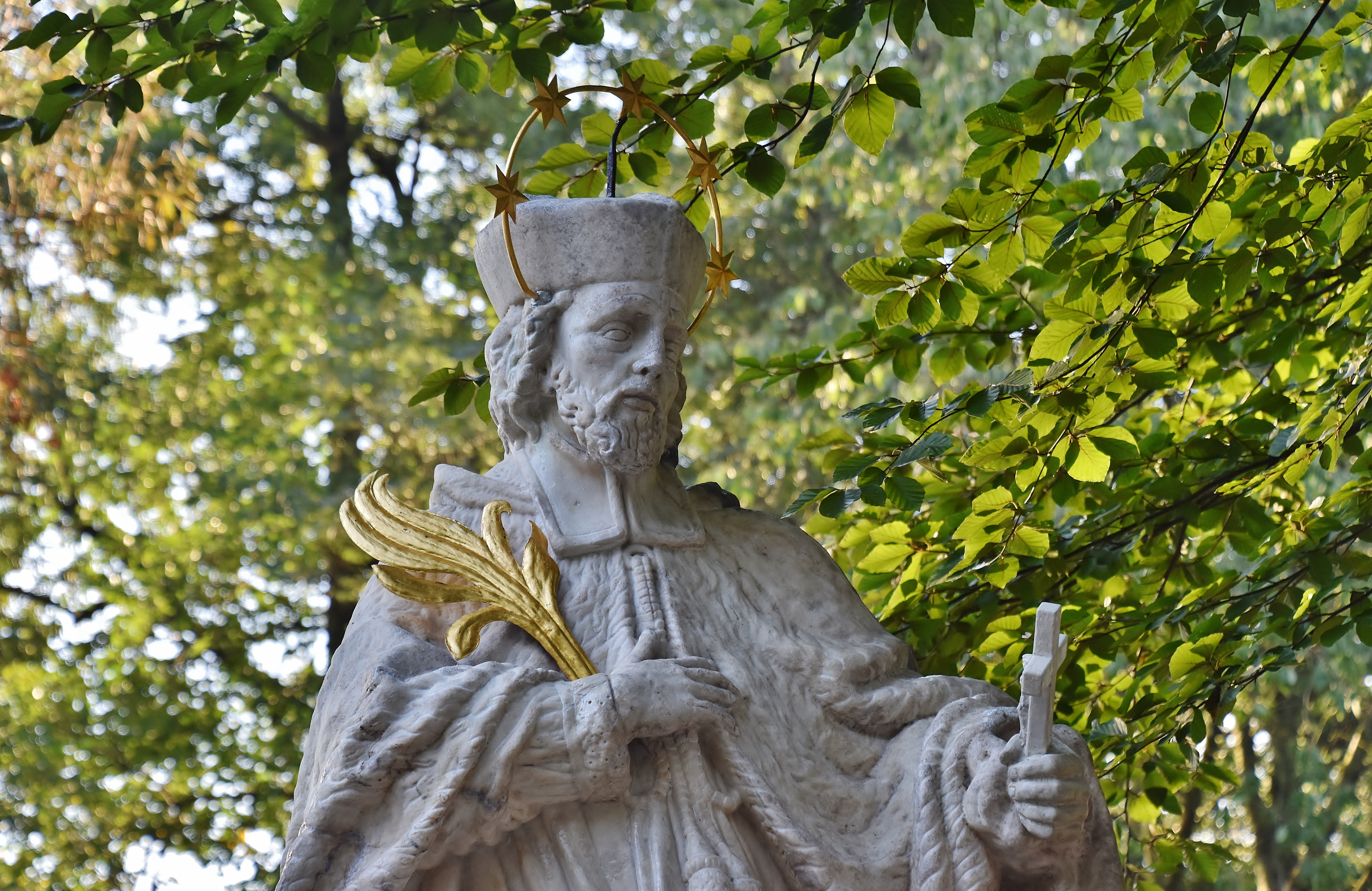
Figura (2024)
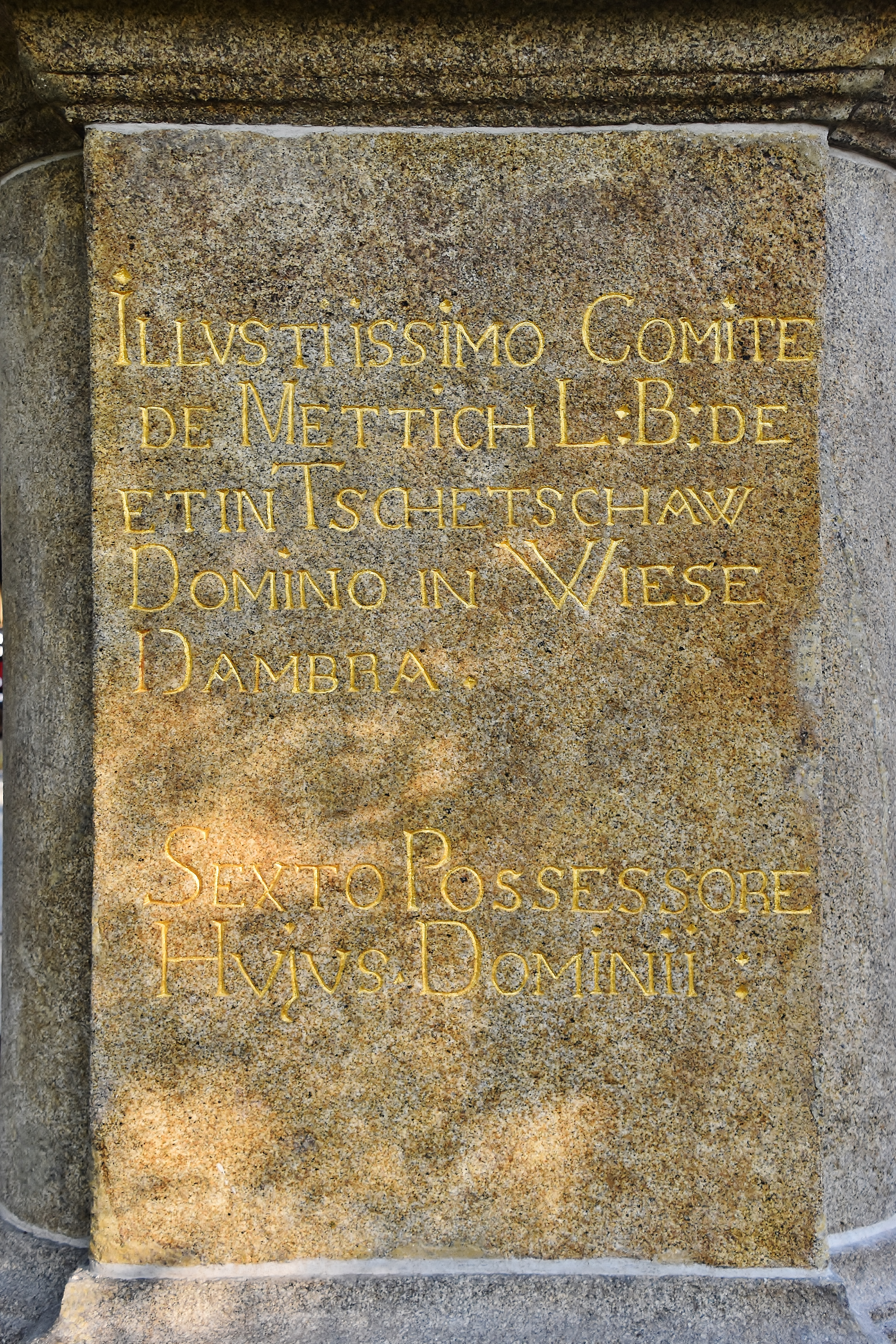
Inskrypcja z tyłu cokołu (2024)